# Макарова, Александра Григорьевна
Александра Григорьевна Макарова (Фёдорова) (21 апреля 1901, Владычино, Выхинская волость, Московский уезд, Московская губерния, Российская империя — 17 июля 1990, Москва) — передовик советского сельского хозяйства, звеньевая колхоза имени Ворошилова Ухтомского района Московской области, Герой Социалистического Труда (1950).

## Биография
Родилась в 1901 году в деревне Владычино Выхинской волости Московского уезда Московской губернии, ныне микрорайон города Москвы в русской семье крестьянина. В 1921 году завершила обучение в начальной школе. С 11 лет трудилась в хозяйстве отца. В 1928 году вышла замуж и переехала в деревню Вязовка Ухтомского района Московской области. В январе 1933 года вступила в колхоз имени Ворошилова в этой же деревне. На протяжении многих лет работала звеньевой полеводческой бригады. Очень быстро её звено вышло в передовики производства. По итогам 1947 года была награждена орденом Ленина.
В 1949 году её звено смогло достичь высоких производственных показателей. На площади 3 гектара полеводы получили урожай картофеля 521,5 центнеров с гектара в среднем.
За получение высокого урожая картофеля при выполнении колхозом обязательных поставок и контрактации по всем видам сельскохозяйственной продукции, натуроплаты за работу МТС в 1949 году и обеспечение семенами всех культур в размере полной потребности для весеннего сева 1950 года, Указом Президиума Верховного Совета СССР от 9 июня 1950 года Александре Григорьевна Макаровой (в девичестве Фёдоровой) было присвоено звание Героя Социалистического Труда с вручением ордена Ленина и золотой медали «Серп и Молот».
Этим же Указом ещё несколько тружеников данного колхоза, в том числе и супруг Александры Григорьевны В. М. Макаров, были удостоены высоких наград.
В дальнейшем продолжала трудовую деятельность, показывала высокие результаты в труде. В 1951 году по состоянию здоровью вышла на пенсию. С 1968 года являлась пенсионером Всесоюзного значения.
Проживала в деревне Вязовка, которая стала территорией города Москвы (станция метро Рязанский проспект). Дата смерти не установлена.

## Награды
За трудовые успехи удостоена:
- золотая звезда «Серп и Молот» (04.03.1949),
- два ордена Ленина (19.02.1948, 09.06.1950),
- Орден Трудового Красного Знамени (04.07.1954)
- Медаль «За трудовую доблесть» (09.04.1949),
- другие медали.